# Вологодское наместничество
Волого́дское наме́стничество — административная единица в Российской империи с 1780 по 1796 год.
Образовано по указу от 25 января 1780 года реформы Екатерины II в результате реорганизации Архангелогородской губернии. Наместничество состояло из трёх областей: Вологодской, Великоустюгской и Архангельской, делившихся на 19 уездов. 

## История
Открытие Вологодского наместничества произошло 30 июня 1780 года, при этом получили статус города: Грязовец, Кадников, Вельск, Никольск, Красноборск, Лальск, Усть-Сысольск. В соответствии со «Штатами Вологодского наместничества» от 29 января 1780 года была введена должность губернского прокурора, который назначался высочайшим указом по представлению генерал-прокурора, одобренному Сенатом. 20 августа 1780 года издан сенатский указ об учреждении присутственных мест в Вологодском наместничестве. 2 октября 1780 года вышел императорский указ «О гербах городам Вологодского наместничества».
Первым генерал-губернатором, оставаясь при этом и ярославским генерал-губернатором, был действительный статский советник А. П. Мельгунов. Правителем Вологодского наместничества стал генерал-майор Г. Д. Макаров.
В 1782 году в Вологде была открыта первая больница на 30 коек.
В 1784 году из наместничества было выделено Архангельское наместничество, которое в 1796 году преобразовано в Архангельскую губернию.
В 1785 году первым губернским архитектором был назначен Пётр Бортников (проработал до своей смерти в 1791 году), который выполнил проекты торгового центра на левом берегу речки Золотухи, ансамбля Каменного моста. В годы его работы строится целый ряд зданий, определивших современный облик центральной части города — дом губернатора (1786—1792), Ярмарочный дом (1789—1796), Каменный мост вместе с ансамблем окружающих зданий (1789—1791).
В 1786 году в Вологде открыто главное четырёхклассное народное училище. Затем малые народные училища были открыты в Великом Устюге (в 1787 году), Тотьме и Сольвычегодске (оба — в 1788 году). На рубеже 1786 и 1787 годов в Вологде открылся первый публичный театр.
В 1790—1791 годах в должности губернского прокурора состоял отец поэта Константина Батюшкова Николай Батюшков.
Указом от 31 декабря 1796 года в связи с образованием Вологодской губернии Вологодское наместничество было упразднено. Главным итогом возвращения Вологде статуса административного центра стал бурный промышленный рост, в результате которого она к концу XVIII века стала одним из крупнейших промышленных центров наряду с Москвой, Костромой и Ярославлем. В последней четверти XVIII века в Вологде сохранялась в традиционная структура производства: преобладали кожевенные, прядильные, солодовенные и сально-свечные заводы, ориентированные на переработку местного сырья. При этом, большая часть предприятий той эпохи имела полукустарный характер, поэтому именование заводами и фабриками весьма условно.

## Административно-территориальное деление
Первоначально Вологодское наместничество было разделено на 19 уездов:
- Архангельская область

1. Архангельский уезд
2. Кольский уезд
3. Мезенский уезд
4. Онежский уезд
5. Пинежский уезд
6. Холмогорский уезд
7. Шенкурский уезд

- Великоустюжская область

1. Великоустюжский (Велико-Устюгский) уезд
2. Красноборский уезд
3. Лальский уезд
4. Никольский уезд
5. Сольвычегодский уезд
6. Усть-Сысольский уезд
7. Яренский уезд

- Вологодская область

1. Вельский уезд
2. Вологодский уезд
3. Грязовецкий уезд
4. Кадниковский уезд
5. Тотемский уезд

После выделения Архангельского наместничества в составе Вологодского наместничества осталось 2 области (12 уездов).

## Геральдическая символика наместничества
2 октября 1780 года Екатериной II утверждён доклад Сената «О гербах городам Вологодского наместничества». Были утверждены гербы городов Вологодского наместничества: Архангельска, Вологды, Великого Устюга, Грязовца, Кадникова, Колы, Красноборска, Лальска, Никольска, Онеги, Пинеги, Тотьмы , Усть-Сысольска, Шенкурска, Яренска, а 17 августа 1781 года утвёржден Герб города Холмогоры.

## Руководители наместничества

### Генерал-губернаторы
- 25.01.1780—02.07.1788 — Мельгунов Алексей Петрович
- 13.07.1788—02.09.1794 — Кашкин Евгений Петрович
- 02.09.1794—17.12.1796 — Лопухин Петр Васильевич

### Правители наместничества
- 25.01.1780—02.07.1784 — Макаров, Григорий Дмитриевич
- 1784—1792 — Мезенцов, Пётр Фёдорович
- 1793—14.12.1798 — Шетнев, Николай Дмитриевич